# (1656) Suomi
(1656) Suomi es un asteroide que forma parte del grupo de los asteroides que cruzan la órbita de Marte y fue descubierto por Yrjö Väisälä el 11 de marzo de 1942 desde el observatorio de Iso-Heikkilä, Finlandia.

## Designación y nombre
Suomi recibió al principio la designación de 1942 EC.
Posteriormente se nombró por la forma en finés de Finlandia.

## Características orbitales
Suomi orbita a una distancia media de 1,878 ua del Sol, pudiendo alejarse hasta 2,109 ua. Tiene una inclinación orbital de 25,07° y una excentricidad de 0,1233. Emplea en completar una órbita alrededor del Sol 939,7 días.
Suomi pertenece al grupo asteroidal de Hungaria.